# John Hodiak
John Hodiak (ur. 16 kwietnia 1914 w Pittsburghu, zm. 19 października 1955 w Los Angeles) – amerykański aktor filmowy i teatralny.

## Wybrana filmografia
- 1943: A Stranger in Town jako Hart Ridges
- 1944: Łódź ratunkowa jako John Kovac
- 1944: Małżeństwo to prywatna sprawa jako porucznik Tom Cochrane West
- 1947: The Arnelo Affair jako Tony Arnelo
- 1950: Drewniany koń jako Spike Romway
- 1954: Dragonfly Squadron jako major Matthew Brady
- 1956: On the Threshold of Space jako major Ward Thomas

## Wyróżnienia
Posiada swoją gwiazdę na Hollywoodzkiej Alei Gwiazd.